# Michael Melka
Michael Melka (Castrop-Rauxel, 1978. július 9. –) német labdarúgókapus.

## Pályafutása
1999–2001 között a Preußen Münster labdarúgója volt. 2001–2007 között a Borussia Mönchengladbach első és második csapatában szerepelt. 2007–2011 között a Fortuna Düsseldorf, 2011–12-ben a Rot-Weiß Oberhausen,  2012–13-ban az Alemannia Aachen játékosa volt.